# Отле, Поль
Поль Отле́ (фр. Paul Marie Ghislain Otlet; 23 августа 1868, Брюссель, Бельгия — 10 декабря 1944) — бельгийский писатель, предприниматель, мыслитель, документалист, библиограф, юрист и борец за мир; был одним из тех, кого считают отцами-основателями теории информатики, занимался тем, что называл «документоведением» (англ. documentation), создатель универсального информационного хранилища Mundaneum, называемого также «город знаний».

## Биография
Родился третьим ребёнком в семье богатого бизнесмена. Мать Поля умерла в 1871 году в возрасте 24 лет, когда ребёнку было три года.
До 11 лет Поль получал домашнее образование с преподавателями, которых нанимал отец, считавший школу удушающей средой. В детстве у него было мало друзей, и он регулярно играл только со своим младшим братом Морисом. В связи с недостатком общения у него развилась любовь к чтению и книгам.
Когда Полю было шесть лет, его семья переехала в Париж из-за временного ухудшения финансового положения его отца. В возрасте 11 лет мальчик пошёл в школу иезуитов в Париже, где учился в течение следующих трёх лет. Затем семья вернулась в Брюссель, где Поль учился в престижном колледже Сен-Мишель. В 1894 году его отец стал сенатором в бельгийском сенате от католической партии (до 1900 года). Его отец женился на Валери Линден, дочери знаменитого ботаника Жана Жюля Линдена; у них было ещё пять детей. В это время семья часто путешествовала, отправляясь в отпуск и деловые поездки в Италию, Францию и Россию.
Отле получил образование в Католическом Лёвенском университете и в Брюссельском свободном университете, где получил степень доктора права 15 июля 1890 года. Он женился на своей двоюродной сестре Фернанде Глонер, вскоре после окончания обучения (9 декабря 1890 года). Работал в знаменитой адвокатской конторе Эдмонда Пикарда, друга своего отца.
Отле начал интересоваться библиографией и стал терять интерес к своей юридической карьере. Его первой публикацией было эссе «Кое-что о библиографии» (1892). В своей работе Отле выразил убеждение, что книги являются неадекватным способом хранения информации, поскольку расположение фактов, содержащихся в них, является произвольным решением автора, что затрудняет нахождение определённых фактов. Лучшая система хранения, которую Отле описал в своем эссе, — это карточки, содержащие отдельные фрагменты информации, которые позволят осуществлять «все действия с классификацией в непрерывной взаимосвязи». Кроме того, требуется «очень подробная система описания фрагментов информации», которая позволит точно классифицировать все эти фрагменты данных.
В 1891 году Отле познакомился с юристом Анри Лафонтеном. Общие интересы в области библиографии скрепили их дружбу. Они вступили в Общество социальных и политических наук (1892) с целью создания библиографий для различных социальных наук и посвятили три года решению этой задачи. В 1895 году они обратили внимание на десятичную классификацию Дьюи, изобретённую в 1876 году. Они решили взять за основу эту систему, расширив её возможности в классификации информации. Обратившись к создателю системы Мелвилу Дьюи, они получили его согласие на изменение и развитие его системы. Начав работу над расширением системы, Отле с Лафонтеном разработали универсальную десятичную классификацию и создали крупнейшую базу печатных материалов (в том числе небиблиотечных), представляющую один из самых выдающихся примеров фасетной классификации.
За это время у Отле и его жены родились двое сыновей, Марсель и Джин.

Поль Отле и его команда перед макетом дворца Mondial в Брюсселе

В 1895 году Отле основал Международный институт библиографии, впоследствии переименованный в Международную федерацию информации и документации.
Бельгийское правительство поддержало проект Отле и Лафонтена по созданию «города знаний» (Mundaneum). Было выделено помещение в здании, принадлежавшем государству, и выделены средства для оплаты штата специалистов. На базе Mundaneum Отле основал поисковый сервис, которым мог воспользоваться любой человек в мире, отправив запрос почтой или телеграфом. Однако по мере развития проекта он начал задыхаться от огромного объёма бумаги. Отле приступил к описанию новых технологий, которые помогли бы справиться с информационной перегрузкой, и в их основу положил своего рода компьютер на основе бумаги, оснащённый колесами и спицами, которые бы двигали документы по поверхности стола. Но через некоторое время он понял, что лучше будет совсем отказаться от бумаги. Так как в 1920-х годах электронного хранения информации ещё не существовало, Отле пришлось его придумать. Он начал подробно описывать возможность электронного хранения информации, и в 1934 году эта работа увенчалась книгой «Monde», в которой он изложил свое видение «механического коллективного мозга», который вмещал бы в себе всю информацию мира, доступную через глобальную телекоммуникационную сеть.
К сожалению, как только концепция Отле начала обретать какую-то определённую форму, для проекта Mundaneum настали трудные времена. В 1934 году бельгийское правительство потеряло интерес к проекту. Отле вынужден был переехать в меньшее помещение, а через некоторое время прекратить приём заявок. Немецкая оккупация Бельгии окончательно разрушила проект. Немцы расчистили участок, на котором располагался Mundaneum, уничтожив тысячи ящиков с индексными карточками, чтобы освободить место для выставки искусства Третьего рейха. Отле умер в 1944 году, разорившийся и вскоре забытый.

### Провидец Интернета
Отец документации, Отле предвидел возникновение и многие возможности Интернета, задолго до его создания:

«Можно представить себе электрический телескоп, позволяющий читать тексты заранее запрошенных страниц из книг, хранящихся в больших библиотеках. Это будет теле-фото-книга».

Здесь рабочий стол больше не загружен ни одной книгой. На их месте стоит экран и рядом телефон. Там, на расстоянии, в огромном здании, есть все книги и вся информация, со всем пространством, которое требуется для их записи и обработки… С рабочего места мы видим на экране ответ на вопрос, заданный по телефону, использующему провод или без него. Экран был бы двойным, четверным или десятикратным, для того, чтобы тиражировать тексты и документы, которые нужно сравнивать видя одновременно; имелся бы динамик для случаев, когда восприятию изображения помогает прослушивание текста. Такое предположение, безусловно, понравится Уэллсу. Сегодня это утопия, потому что она ещё нигде не существует, но она может стать реальностью завтра, при условии, что наши методы и инструменты будут усовершенствованы.
Mondothèque — «рабочая станция для использования дома». Этот предмет мебели должен был содержать справочные материалы, каталоги, мультимедийные расширения традиционных книг, таких как микроплёнка, телевидение, радио и, наконец, новая форма энциклопедии: Энциклопедия Universalis Mundaneum.
«Сеть», которую он описывает, признается всё большим числом исследователей в качестве предвидения структуры сети Интернет и созданных на её базе приложений, включая Википедию. По мнению Поля Отле, одной из важнейших задач интеллектуальных работников является создание «универсальной и вечной энциклопедии», с соавторами «всех учёных всех времён и всех стран».
Поль Отле глубоко прорабатывал тему взаимосвязи человека и техники, устанавливая логику её использования и обеспечение контроля над её опережающим развитием. Для него «совершенствование книги совершенствует человечество».
В 2012 году Всемирный научный фестиваль утвердил тезис о том, что идея всеобщего доступа к знаниям посредством обмена данными родилась в Договоре о документации, опубликованном в 1934 году, более чем за десять лет до знаковой статьи Ванневара Буша и почти за тридцать лет до работы Винтона Серфа по системе маршрутизации данных.

### Музей Mundaneum
После смерти Отле всё, что уцелело от Mundaneum, сохранилось в одном из заброшенных помещений здания анатомического театра Брюссельского свободного университета. Профессор Чикагского университета Варден Бойд Рейвард (Warden Boyd Rayward), диссертация которого была посвящена деятельности Поля Отле, нашёл в архивах документы, позволившие отыскать остатки «города знаний». Он обнаружил комнату, напоминающую мавзолей, заваленную книгами и горами бумаг, покрытыми паутиной. Работа Рейварда помогла восстановить интерес к работе Отле, что в свою очередь привело к созданию музея Mundaneum в городе Монс (1993). Сегодня воссозданный в музее Mundaneum предлагает взглянуть на Сеть, какой бы она могла бы быть: длинные ряды выдвижных ящиков с миллионами индексных карточек Отле, указывающих на архив в задней комнате, набитой книгами, плакатами, фотографиями, газетными вырезками и всяческими другими артефактами.